# Marion Fyfe
Marion Liddell Fyfe (* 1. September 1897 in Kakanui; † 26. August 1986) war eine neuseeländische Zoologin, die sich hauptsächlich auf die Taxonomie der Plattwürmer spezialisiert hatte. Sie war die erste weibliche Zoologie-Dozentin der University of Otago und ebenfalls die erste Frau, die in den Rat der Royal Society Te Apārangi gewählt wurde.

## Wissenschaftliche Laufbahn
Fyfe wurde 1897 in Kakanui in der neuseeländischen Region Otago als Tochter von Harriet und William Fyfe geboren.
Sie absolvierte ihr Studium der Zoologie an der University of Otago, wo sie 1935 den Master erlangte. Ab 1921 war sie bereits die erste weibliche Dozentin im Fachbereich Zoologie an der Universität. Teilweise war sie stellvertretende Abteilungsleiterin. Den Schwerpunkt ihrer Forschungsarbeit bildeten Plattwürmer und deren Fortpflanzungsorgane. Sie arbeitete an der Universität, bis sie 1957 in den Ruhestand ging.
Im Jahr 1949 wurde Fyfe in den Rat der Royal Society Te Apārangi gewählt. Sie wurde damit das erste weibliche Ratsmitglied. Zunächst arbeitete sie an der Prüfung von Beiträgen für das wissenschaftliche Journal Transactions of the Royal Society of New Zealand, später wurde sie Herausgeberin. Ihr wird die Verbesserung der Qualität des Journals zugeschrieben.
Die Botanikerin Elizabeth Edgar war Fyfes Nichte.
Fyfe starb am 26. August 1986.

## Auszeichnungen und Ehrungen
Eine Gattung der Landplanarien Marionfyfea wurde ihr zu Ehren benannt, weil sie als Pionierin der taxonomischen und anatomischen Arbeit über Landplanarien in Neuseeland gilt.
Die Abteilung für Zoologie der University of Otago vergibt jährlich das Marion Fyfe-Stipendium an eine weibliche Zoologiestudentin, die besondere Leistungen erbracht hat.
Im Jahr 2017 wurde sie als eine der Royal Society Te Apārangi's 150 women in 150 words (dt. 150 Frauen in 150 Worten der Royal Society Te Apārangi) ausgewählt.

## Veröffentlichungen (Auswahl)
- Marion Fyfe: The reproductive system of the planarian Artioposthia triangulata (Dendy). In: Quarterly journal of microscopical science. Band 80, Nr. 1, 1937.
- Marion Fyfe: The Anatomy and Systematic Position of Temnocephala novae-zealandiae Haswell. In: Transactions and Proceedings of the Royal Society of New Zealand. Band 72, 1942, ISSN 1176-6166, S. 253–267.
- Marion Fyfe: The Classification and Reproductive Organs of New Zealand Land Planarians,Part I.—Geoplana Graffii Dendy and Arti-Oposthia Howesi (Dendy). In: Transactions and Proceedings of the Royal Society of New Zealand. Band 74, 1944, ISSN 1176-6166, S. 288–293.
- Marion Fyfe & William Benham: List of New Zealand polychaetes: based on the manuscript of the late Sir William Benham. In: New Zealand Department of Scientific and Industrial Research (DSIR) bulletin. Band 105, 1952, ISSN 0077-961X.
- Marion Fyfe: Land planarians from Auckland and Campbell Islands. In: Cape Expedition Series Bulletin. Band 12, 1953, S. 1–20.
- Marion Fyfe: Otodistomum plunketi n. sp., a large trematode from a Lord Plunket's shark, Scymnodon plunketi (Waite). In: Parasitology. Band 43, Nr. 3–4, 1953, ISSN 0031-1820, S. 187–190, doi:10.1017/S0031182000018503.
- Marion Fyfe: Tricotyledonia genypteri n.g., n.sp., a three-suckered trematode from the red ling, Genypterus blacodes Bloch & Schn. In: Parasitology. Band 44, Nr. 3–4, 1954, ISSN 0031-1820, S. 325–328, doi:10.1017/S0031182000018965.